# Robert Haas (Musikwissenschaftler)

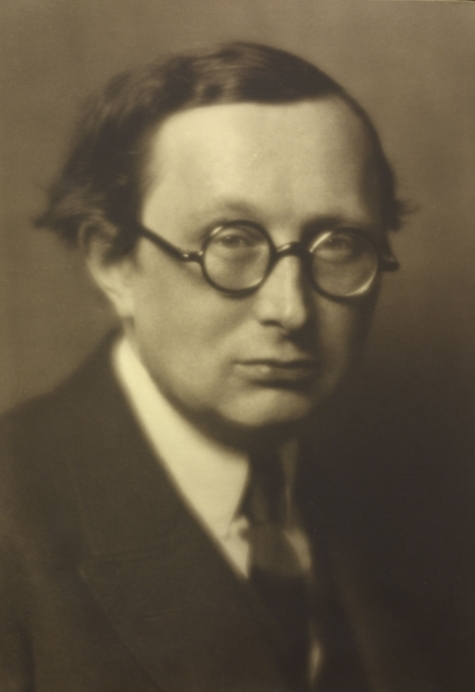
Robert Haas (1927)

Robert Maria Haas (* 15. August 1886 in Prag, Österreich-Ungarn; † 4. Oktober 1960 in Wien) war ein österreichischer Musikwissenschaftler und Dirigent.

## Leben
Robert Haas studierte in Prag, Berlin und Wien Musikwissenschaft und wurde 1908 in Prag zum Dr. phil. promoviert. Einige Zeit war er Assistent von Guido Adler am Wiener Musikhistorischen Institut und schlug dann eine Kapellmeisterlaufbahn ein. 1920 übernahm er die Leitung der Musikabteilung der Österreichischen Nationalbibliothek. Haas gab in den 1930er Jahren als erster eine vollständige Edition der Symphonien Anton Bruckners heraus. Für das mehrbändige Handbuch der Musikwissenschaft von Ernst Bücken verfasste er zwei Bände.
Haas war seit 1933 NSDAP-Mitglied, was ihm anscheinend in Österreich vor dem Anschluss Österreichs zum Nachteil wurde. Es sind führertreue und antisemitische Äußerungen von Haas überliefert. Er erhielt nach dem Krieg keine Lehrbefugnis mehr.

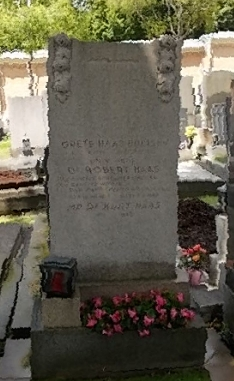
Grabstätte von Robert Haas

Sein Grab befindet sich auf dem Hernalser Friedhof (R-49A) in Wien.

## Publikationen (Auswahl)
- Beethovens Tod. Aus einem unbekannten Briefwechsel, in: Der Auftakt, Jg. 3 (1923), Heft 2, S. 48–50
- Gluck und Durazzo im Burgtheater, Wien 1925
- Die Wiener Oper, Wien 1926
- Wiener Musiker vor und um Beethoven, Wien, Prag, Leipzig 1927
- Die estensischen Musikalien, Regensburg 1927
- Die Musik des Barock, Potsdam 1928 (= Handbuch der Musikwissenschaft, hrsg. von Ernst Bücken, Band 3)
- Anton Röslers Requiem für Mozart, Eger 1930
- Aufführungspraxis der Musik, Potsdam 1931 (= Handbuch der Musikwissenschaft, hrsg. von Ernst Bücken, in Verbindung mit Heinrich Besseler, Band 8)
- Wolfgang Amadeus Mozart, Potsdam: Athenaion 1933
- Die großen Meister der Musik – Anton Bruckner, 1934, Nachdruck Laaber, 1980
- Bach und Mozart in Wien, Wien 1951